# المسلمون البنجابيون
المسلمون البنجابيون هم البنجابيون الذين يتبعون الإسلام. مع عدد سكان يزيد عن 112 مليون نسمة، فإنهم يشكلون ثالث أكبر مجموعة عرقية إسلامية ذات أغلبية مسلمة في العالم، بعد العرب والبنغاليين.
أغلبية المسلمين البنجابيين يتبعون المذهب السني، في حين أن أقلية تتبع المذهب الشيعي. معظمهم من السكان الأصليين جغرافيًا لإقليم البنجاب الباكستاني، ولكن مجموعة كبيرة منهم لها أصول عبر منطقة البنجاب ككل. يتحدث المسلمون البنجابيون اللغة البنجابية (تحت النص العربي الفارسي المعروف باسم شاهموكي) ويعتبرونها لغتهم أم لهم.

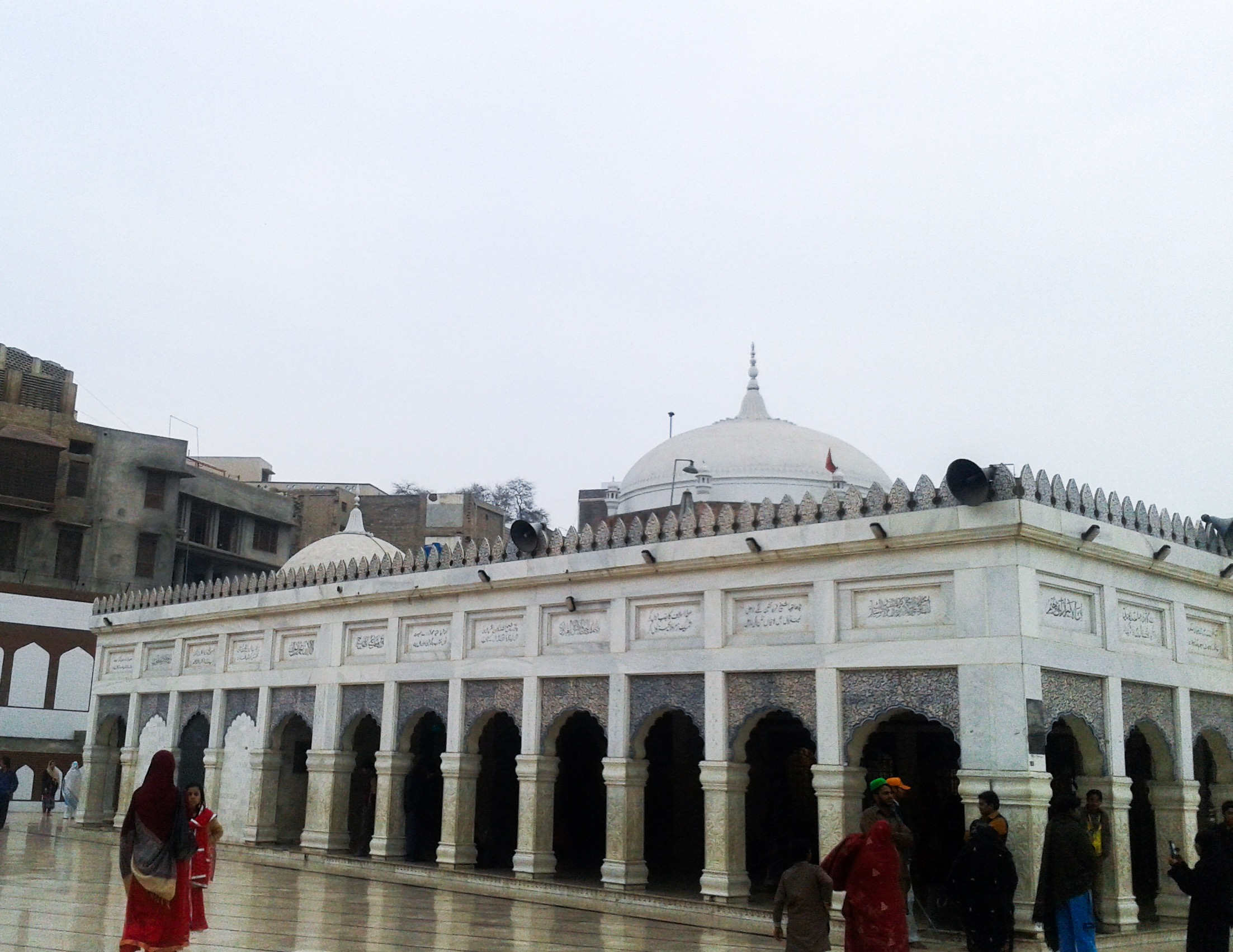
مرقد بابا فريد، أحد أبرز أولياء الصوفية البنجابية

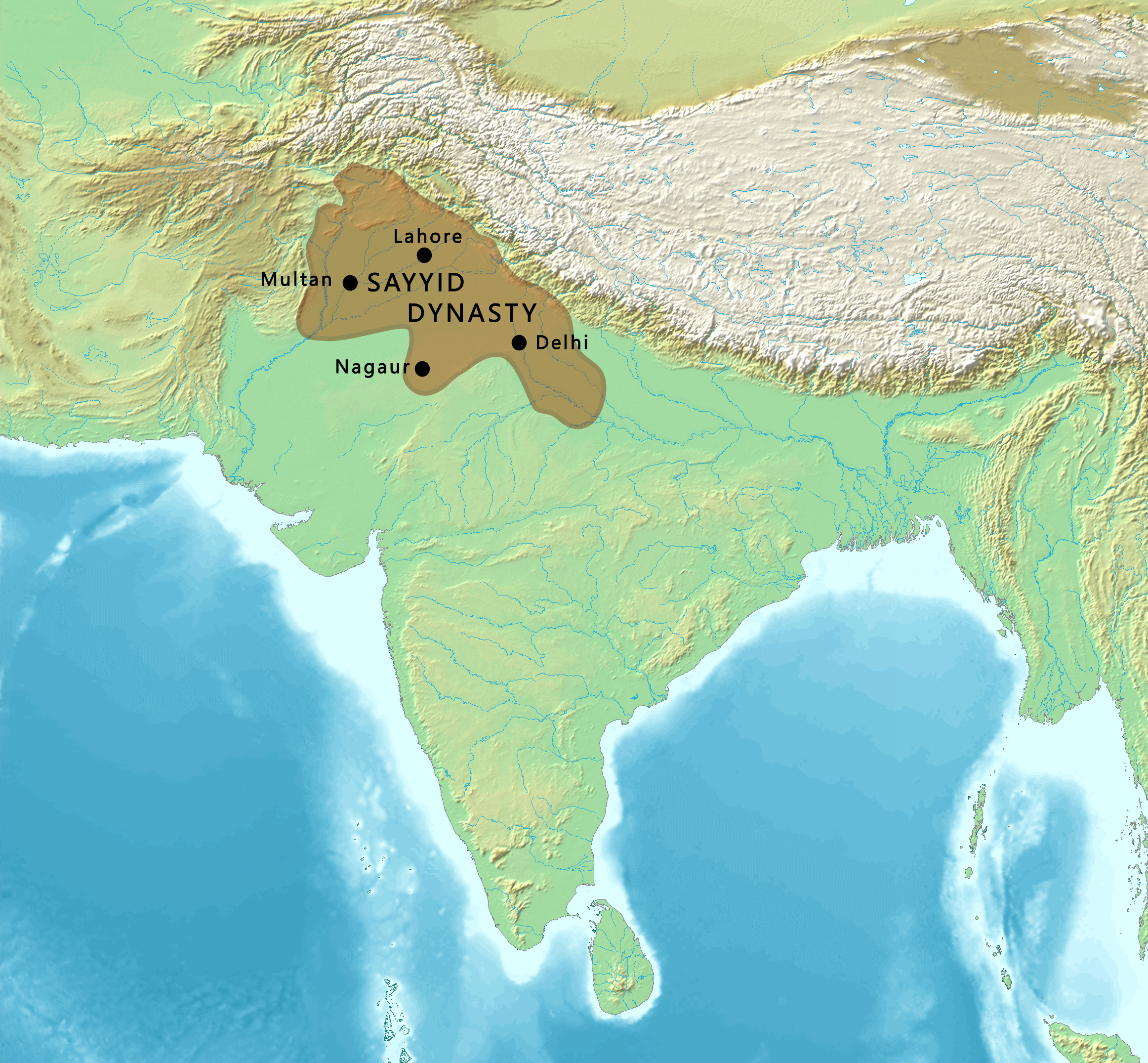
أراضي سلطنة دلهي في عهد خضر خان.

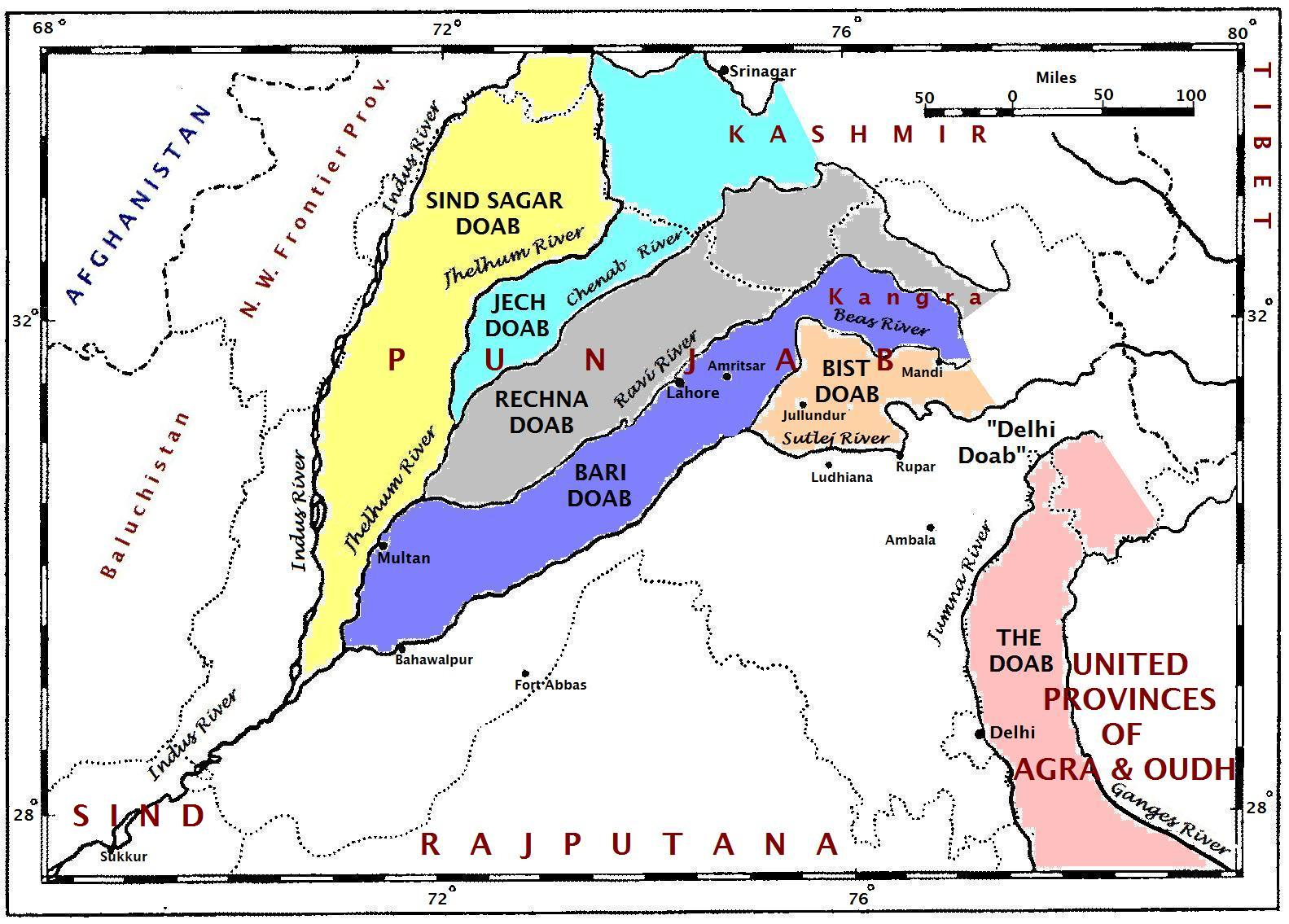
خريطة دوابز في البنجاب

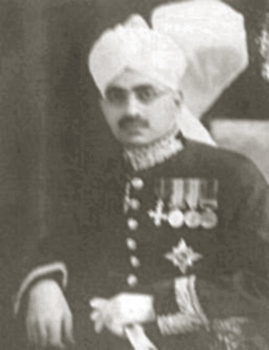
كان السير إسكندر حياة خان أول رئيس وزراء للبنجاب

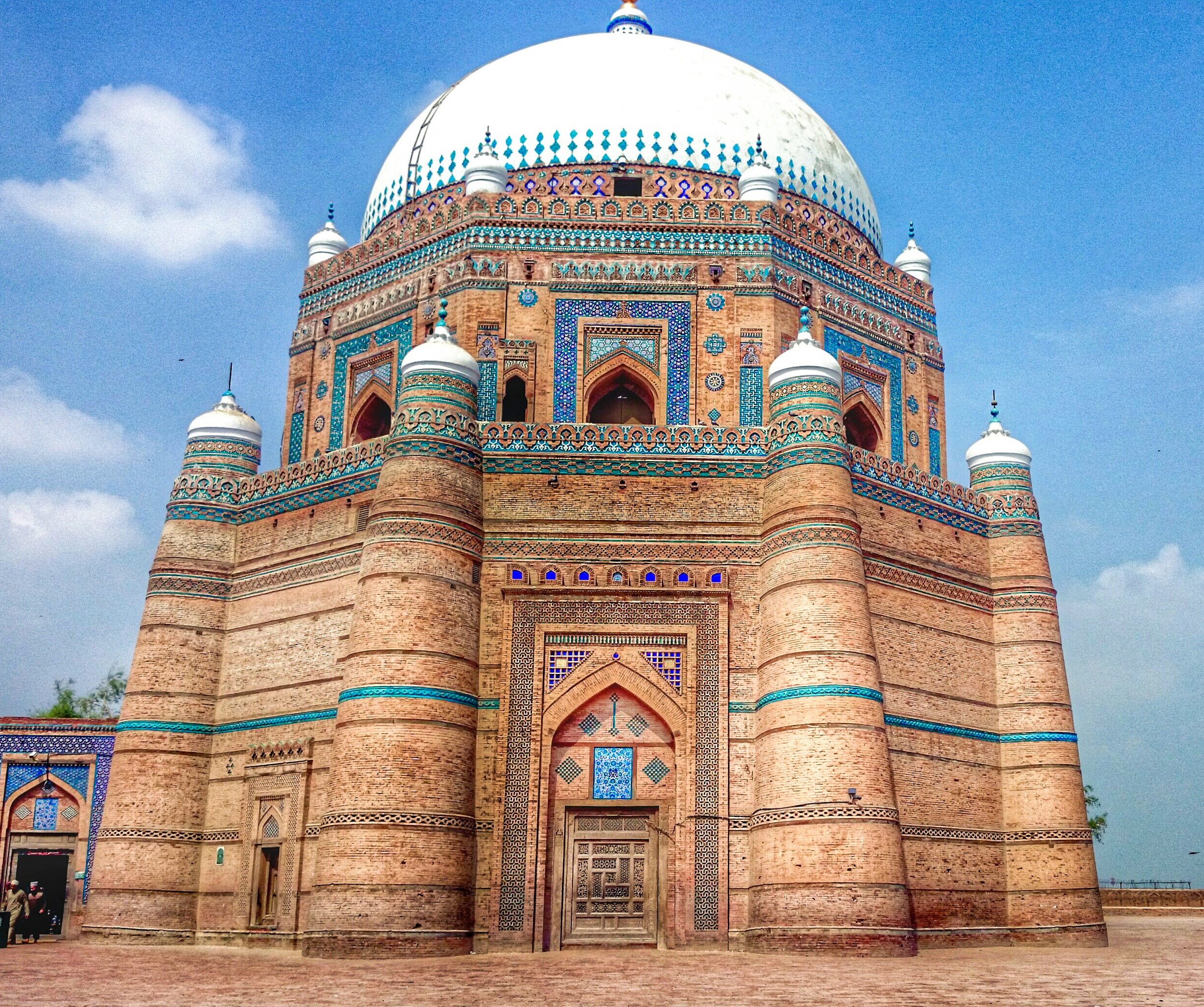
ضريح الولي الصوفي البنجابي ركن العالم في القرن الثالث عشر في ملتان

## التركيبة السكانية
يتواجد المسلمون البنجابيون بشكل حصري تقريبًا في باكستان، حيث يتبع 98% من البنجابيين الذين يعيشون في باكستان الإسلام، على النقيض من السيخ البنجابيين والهندوس البنجابيين الذين يعيشون في الغالب في الهند.  وبالتالي فإن التجانس الديني يظل بعيد المنال في ظل هيمنة الطائفة السنية على السكان مع وجود أقليات شيعية وأحمدية ومسيحية.

### القبائل والعشائر
يتمحور المجتمع البنجابي المسلم حول مفهوم البيراديري [الإنجليزية] ( برادری )، الأخوة الاجتماعية داخل القبيلة والعشيرة.
القبائل والعشائر الرئيسة بين المسلمين البنجابيين هي الجَات [الإنجليزية]، والراجبوت ، والأراينز [الإنجليزية]، والأنصاري ، والشّيخ [الإنجليزية]، والغوجار [الإنجليزية]، والعوان [الإنجليزية]. 
في كتابه "جيوش الهند " الصادر عام 1911، كتب الرائد البريطاني السير جورج فليتشر ماكمون أن المسلمين في البنجاب "هم من أعراق مختلطة عديدة، لكنهم يتألفون إلى حد كبير من قبائل راجبوت التي اعتنقت الإسلام في أوقات مختلفة في الماضي".